# Hellhounds On My Trail
Hellhounds On My Trail er det finske metalband Children of Bodoms anden ep. Den blev udgivet 9. juni 2008 eksklusivt i Storbritannien.

## Spor
1. "Hellhounds On My Trail" (radio edit)
2. "Bed Of Nails" (Alice Cooper cover)
3. "Just Dropped In (To See What Condition My Condition Was In)" (Kenny Rogers cover)
4. "In Your Face" (live, London Astoria, marts 2008)
5. "Hate Me!" (live, London Astoria, marts 2008)
6. "Angels Don't Kill" (live, London Astoria, marts 2008)
7. Hellhounds On My Trail musikvideo (ucensureret)